# Jadwiga Szwabska
Jadwiga (Hadwig) (ur. ok. 939, zm. 28 sierpnia 994) – księżna Szwabii.

## Życiorys
Jadwiga była córką księcia bawarskiego Henryka I. Planowane małżeństwo z cesarzem bizantyjskim Romanem II nie doszło do skutku z powodu jej sprzeciwu. W 954 r. poślubiła księcia szwabskiego Burcharda III. Małżeństwo było bezdzietne. Ok. 970 r. wraz z mężem założyła na zamku Hohetwiel klasztor św. Jerzego. Po śmierci męża Jadwiga współpracowała z cesarzem Ottonem II, któremu poleciła mnicha Ekkeharda z Sankt Gallen jako wychowawcę następcy tronu. Po śmierci władcy wspierała swojego brata Henryka Kłótnika.

## Recepcja postaci
Związki księżnej z mnichem Ekkehardem zostały opisane w powieści Josepha Viktora von Scheffela "Ekkehard". Na jej podstawie Jan Abert napisał operę w pięciu aktach "Ekkehard" (premiera w Berlinie 11 października 1878 r.)
W 1999 r. w Singen (Hohentwiel) nastąpiło prawykonanie sztuki "Hadwig, Herzog von Schwaben" napisanej przez Gerhard Zahner.
W latach 1989–1990 powstał sześcioczęściowy serial telewizyjny "Ekkehard" emitowany w telewizji ADR.

## Literatura
- Otto Feger, Geschichte des Bodenseeraumes, Bd.1, Lindau, Konstanz, 1956, s. 196f.
- Roland Kessinger und Klaus Michael Peter (Hrsg.), Hohentwiel Buch, Singen, Bonn, 2002, s. 22-31; ISBN 3-933356-17-2.
- Alfons Zettler, Geschichte des Herzogtums Schwaben, Stuttgart, 2003, s. 150ff; ISBN 3-17-015945-3.